# ロック・スター
『ロック・スター』（原題：Rock Star）は、2001年制作のアメリカ合衆国の映画。ジョージ・クルーニー製作総指揮。

## 概要
元々は無名のローカル・バンドからイギリスを代表するヘヴィメタル・バンド「ジューダス・プリースト」に加入したティム・オーウェンズのサクセス・ストーリーとして「メタルゴッド」と言うタイトルで製作される予定だったが、「メタルゴッド」の名称が当時プリーストを脱退していたロブ・ハルフォードの商標登録であったこと、さらに内容にプリースト側が難色を示したため、バンドとの関係を絶ち「ロック・スター」のタイトルで製作された。
劇中に登場するバンド、スティール・ドラゴンのメンバー役には実際のプロのミュージシャンが参加しており、ギタリストのザック・ワイルド、レッド・ツェッペリンのドラマー故ジョン・ボーナムの息子であり父と同じくドラマーのジェイソン・ボーナム、ドッケンの元ベーシストのジェフ・ピルソンが役を演じレコーディングも手がけている。ソール役には現在アルター・ブリッジで活動しているマイルズ・ケネディが起用され劇中の歌声も彼のものである。なお、マーク・ウォールバーグ演じるイジーの歌声はスティールハートのマイク・マティアビッチが担当しており、こちらはサントラに収録されている。前任シンガーのボビーの歌声はジェフ・スコット・ソートが担当。
音楽担当は、アルバム『ロンリー・ハート』発表時にイエスの実質的音楽リーダーであったトレヴァー・ラビンが務めている。

## あらすじ
クリス・コールはロック界の大御所バンド「スティール・ドラゴン」とそのボーカルであるボビー・ビアーズに憧れ、昼間はセールスマンとして働きながら、夜はアマチュア・バンド「ブラッド・ポリューション」のボーカルとしてスティール・ドラゴンのカバーを歌い、ファンを熱狂させていた。
しかしあるライブの夜、クリスは、音楽に対する姿勢の違いからライブ中にギタリストと大喧嘩となる。次に練習のためにリハーサル・スタジオへ行くと、そこには新しく加入したボーカルの姿が。クリスは突然バンドを追い出されてしまう。クリスの恋人であり、バンドのマネージャーでもあったエミリーはバンドに残らないかという誘いを蹴り、「私はビジネスウーマンよ。だから、このバンド唯一の才能が出ていくなら、私もそうするわ」との言葉を残し、クリスと共にバンドを去る。
失意の中にあったクリスはある日「スティール・ドラゴン」のカークから電話で、ボビーの後釜としてボーカルにならないかとの誘いを受ける。
バンド・メンバーの前でオーディションを受け、実力を証明したクリスは憧れのスティール・ドラゴンの新しいボーカル「イジー」として一躍スターとなる。しかし、ロック・スターとしての輝かしい生活の中で、クリスは次第に自分を見失っていき、エミリーはそんなクリスの元を離れてしまう。またバンドの中では、自分の意見は他のメンバーには受け入れられず、自分がただその声でボビーの代わりを務める為だけにバンドにやとわれたのだという事実に気付いてしまう。
あるライブの夜、クリスはかつての自分のように観客席の最前列で自分と一緒に歌う熱烈なファンの姿を見つけ、彼をステージに引き上げ、一緒に歌う。感激するファンにマイクを渡したクリスはステージを降り、バンド・マネージャーのマッツに別れを告げ、スティール・ドラゴンを後にする。
その後、クリスが本当の自分の音楽をやるために新たなバンドでライブ活動をしていたところをエミリーが訪れ、二人は再会、和解する。

## キャスト
| 役名                         | 俳優                           | 日本語吹替 |
| ---------------------------- | ------------------------------ | ---------- |
| クリス“イジー”・コール       | マーク・ウォールバーグ         | 川島得愛   |
| エミリー・ポール             | ジェニファー・アニストン       | 湯屋敦子   |
| カーク・カディ               | ドミニク・ウェスト             | 大塚芳忠   |
| ボビー・ビアーズ             | ジェイソン・フレミング         | 家中宏     |
| マッツ                       | ティモシー・スポール           | 塩屋浩三   |
| ロブ・マルコム               | ティモシー・オリファント       | 坪井智浩   |
| A.C.                         | ジェイソン・ボーナム           |            |
| ヨルゲン                     | ジェフ・ピルソン               |            |
| ジョー・コール               | マシュー・グレイヴ             | 中村大樹   |
| ゴード                       | ザック・ワイルド               |            |
| ドニー・ジョンソン           | ブラス・エリアス               |            |
| ザンダー・カミンズ           | ニック・カタネーゼ             |            |
| リッキー・ベル               | ブライアン・ヴァン・アーク     |            |
| A.C.の妻                     | レイチェル・ハンター           |            |
| ソール                       | マイルズ・ケネディ             |            |
| クリスの父                   | マイケル・シェイマス・ワイルズ | 幹本雄之   |
| オーディションで歌っている男 | マイケル・スター               |            |

その他、一城みゆ希、高乃麗、石住昭彦、室園丈裕、藤原啓治、榛葉弘行、河相智哉、佐藤晴男、加藤優子、浅井晴美、福島菜七子、深水由美、杉本ゆう、加瀬康之、藤井啓輔